# Wola Niska
Wola Niska (deutsch Niederwolla, 1938 bis 1945 Ohmengrund) war ein Ort in der polnischen Woiwodschaft Ermland-Masuren. Seine Ortsstelle liegt im Gebiet der Gmina Grunwald (Landgemeinde Grünfelde) im Powiat Ostródzki (Kreis Osterode in Ostpreußen).

## Geographische Lage
Die verwaiste Ortsstelle von Wola Niska liegt im Westen der Woiwodschaft Ermland-Masuren, 23 Kilometer südöstlich der Kreisstadt Ostróda (Osterode in Ostpreußen).

## Geschichte
Das einstige Petzdorffsche Nieder Neusaß – nach 1785 Nieder Wolla und nach 1898 Niederwolla genannt – bestand in seinem Kern lediglich aus zwei Gehöften. 1874 wurde das kleine Dorf in den Amtsbezirk Groß Pötzdorf (polnisch Pacółtowo) im Kreis Osterode in Ostpreußen eingegliedert und mit seinen – im Jahre 1895 gezählten – 21 Einwohnern 1903 in Groß Pötzdorf eingemeindet. Am 3. Juni – offiziell bestätigt am 16. Juli – 1938 wurde Niederwolla aus politisch-ideologischen Gründen der Abwehr fremdländisch klingender Ortsnamen in „Ohmengrund“ umbenannt.
In Kriegsfolge kam der Ort 1945 mit dem gesamten südlichen Ostpreußen zu Polen und erhielt die polnische Namensform „Wola Niska“. Er wurde wohl nicht mehr besiedelt und erhielt keine Erwähnung mehr und gilt als untergegangen. Seine Ortsstelle liegt im Bereich der Gmina Grunwald mit Sitz in Gietrzwałd (Geierswalde) im Powiat Ostródzki (Kreis Osterode in Ostpreußen).

## Kirche
Bis 1945 war Niederwolla resp. Ohmengrund in die evangelische Kirche Groß Pötzdorf in der Kirchenprovinz Ostpreußen der Kirche der Altpreußischen Union, außerdem in die römisch-katholische Kirche in Gilgenburg (polnisch Dąbrówno) eingepfarrt.

## Verkehr
Die verwaiste und kaum noch auffindbare Ortsstelle ist über eine Landwegverbindung von Mielno (Mühlen (Ostpreußen)) aus zu erreichen.